# Piscina de olas

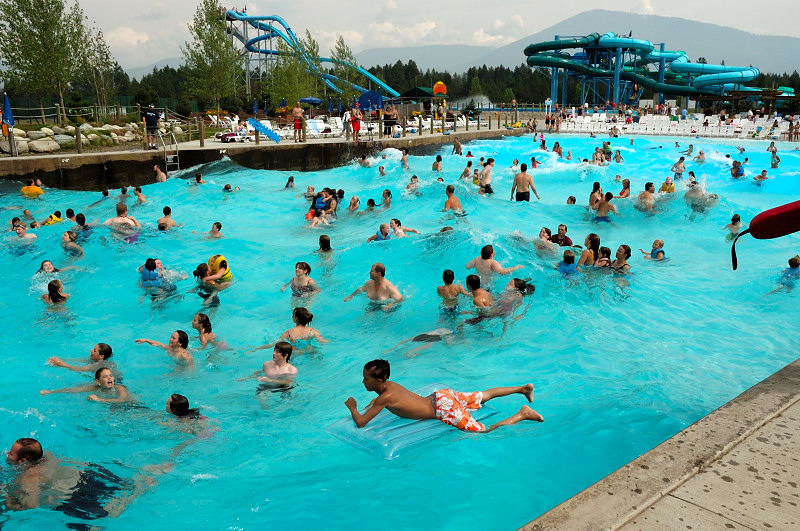
Una piscina de olas al aire libre.

Una piscina de olas es una piscina en la que se generan artificialmente olas de gran tamaño, similares a las del océano. Las piscinas de olas suelen ser un elemento importante de los parques acuáticos, tanto cubiertos como al aire libre, así como de algunos centros de ocio.
Su finalidad es emular las riberas marinas y su oleaje, de modo de crear playas artificiales; de un modo especial en lugares donde no existe costa marítima.

## Funcionamiento
Las piscinas de olas reproducen el movimiento del océano de diferentes maneras, dependiendo del tamaño de la piscina y del tamaño de ola deseado. El mecanismo que crea las olas suele estar situado en el extremo más alejado de la piscina, normalmente donde es más profundo. En algunas piscinas de olas, el suelo puede ser más profundo delante de la máquina de olas, antes de elevarse rápidamente, creando la forma de la ola, por ejemplo en la piscina de olas Blue Thunder de World Waterpark.
- Aire comprimido. Funciona soplando aire sobre el agua en una cámara que tiene una abertura bajo el agua. Cuando el aire golpea el agua, la empuja hacia abajo, creando las olas. Puede funcionar mediante bombas de aire programadas para encenderse y apagarse para crear las olas, o mediante bombas de aire que soplan constantemente con válvulas que se abren y se cierran para crear las olas.

- Pala/Panel. Una paleta o panel empuja el agua, creando las olas. Normalmente, detrás de la pala hay un pistón hidráulico o neumático que empuja la pala hacia delante y hacia atrás, empujando a su vez el agua. La pala puede girar sobre una bisagra (en este caso, el pistón que lo empuja también estaría sobre una bisagra) o sobre raíles. Este método es cada vez menos frecuente, debido al elevado mantenimiento que requiere. Un ejemplo famoso de este mecanismo es la piscina de olas Blue Thunder de World Waterpark

- Tanque de agua. Suele ser el tipo de máquina de olas más potente, ya que utiliza grandes depósitos de agua situados detrás de la piscina a los que se bombea agua antes de abrir una válvula situada en su base. Esto permite que el agua fluya a través de un canal que se inclina ligeramente hacia arriba a medida que entra en la parte posterior de la piscina, creando a veces enormes olas. Cuando esto ocurre, la máquina de olas puede emitir a veces un fuerte rugido, a medida que el aire llena las cámaras de vaciado, por ejemplo en Disney's Typhoon Lagoon. Algunos ejemplos famosos son el Wave Palace de Siam Park, que ostenta el récord de las olas más grandes creadas por el hombre, con 3,3 metros, y la ya mencionada Disney's Typhoon Lagoon.

Otras técnicas utilizan un "mecanismo de acordeón" que se abre y se cierra para aspirar agua hacia su vientre (apertura) y expulsarla (cierre) para provocar olas.

## Tipos y ubicaciones

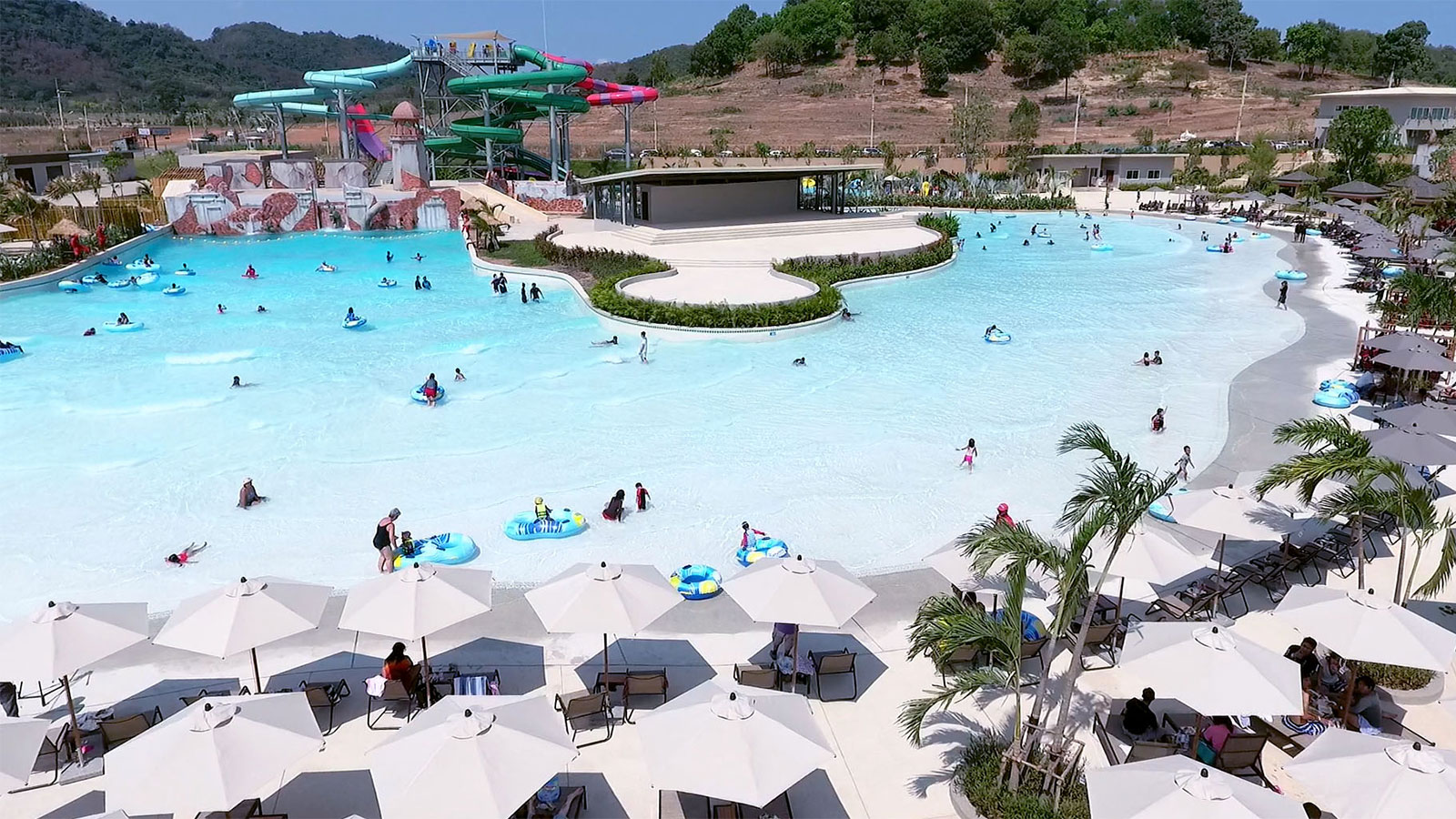
La piscina de doble ola del parque acuático RamaYana.

Por lo general, las piscinas de olas están diseñadas para utilizar agua dulce en lugares del interior, pero algunas de las más grandes, cerca de otras urbanizaciones costeras, utilizan agua salada. Las piscinas de olas suelen ser más grandes que otras piscinas recreativas y, por ese motivo, suelen estar en parques u otras zonas grandes y abiertas.
Algunas piscinas de olas, como las realizadas por Wavegarden en Surf Snowdonia y NLand, están expresamente diseñadas para surfear y no para nadar, y, en consecuencia, crean olas mucho más grandes. Otros proyectos de piscinas de olas para practicar surf, algunas de las cuales pueden estar en lagos, son Surf Ranch de Kelly Slater Wave Company, Surf Lakes, Webber Wave Pools y Okahina Wave. También se puede hacer surf en un simulador de surf estático, pero es menos realista que las piscinas de olas de surf debido a la ola estática.

## Seguridad

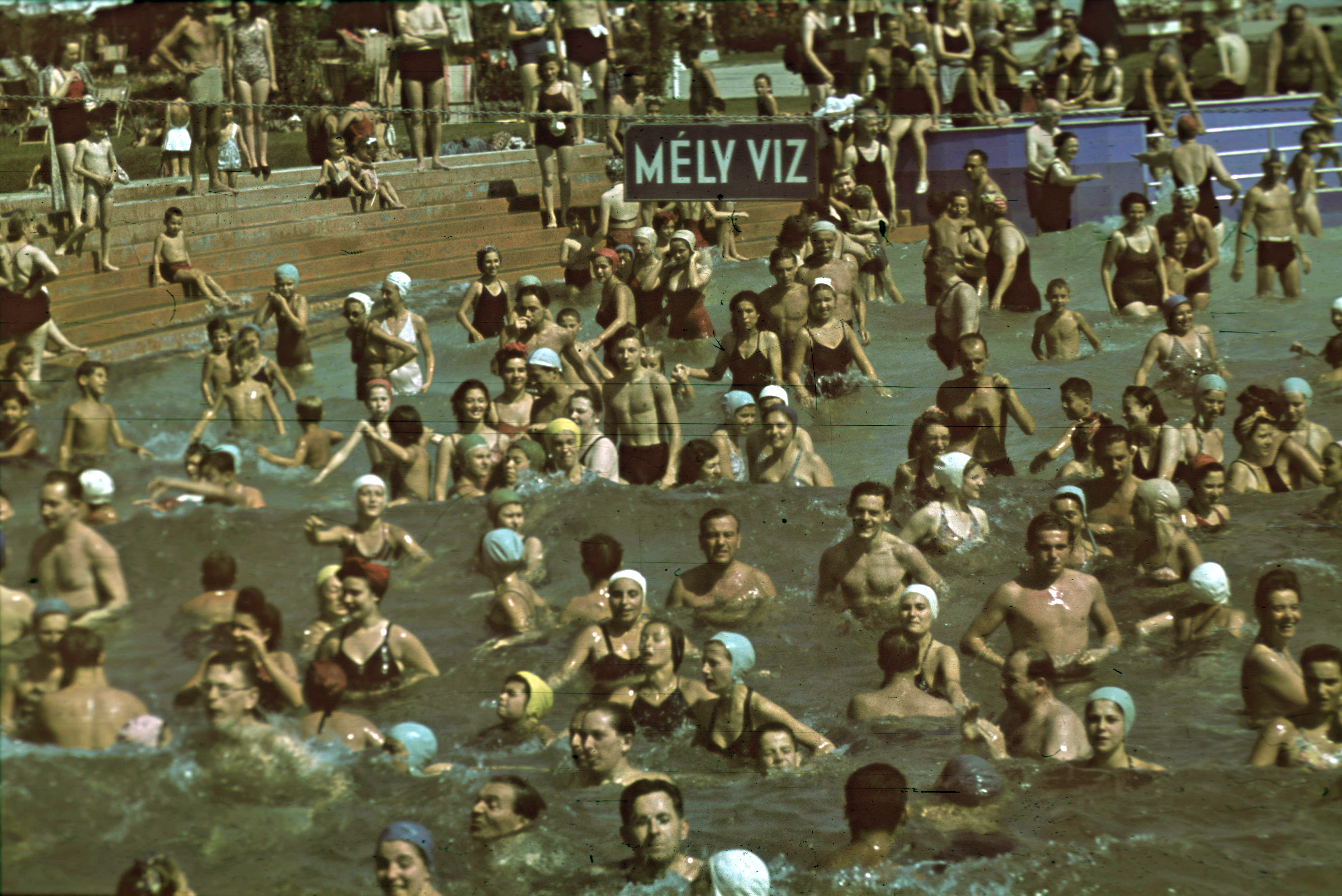
Piscina de olas al aire libre en Budapest, en 1939.

Las piscinas de olas son más difíciles de vigilar que las de aguas tranquilas, ya que el agua en movimiento (a veces combinado con el resplandor del sol) dificulta la vigilancia de todos los nadadores. A diferencia de los sistemas pasivos de cámaras de seguridad para piscinas, los sistemas de detección de ahogamientos automatizados por ordenador no funcionan en las piscinas de olas. También hay problemas de seguridad en cuanto a la calidad del agua, ya que las piscinas de olas son difíciles de clorar.
La piscina original de olas de 2,4 m de profundidad del Action Park de Nueva Jersey costó la vida a tres personas en la década de 1980, y mantuvo ocupados a los socorristas rescatando a clientes que sobrestimaban su capacidad para nadar. Se dice que el primer día de apertura oficial de la piscina de olas hubo que rescatar hasta 100 personas.

## Poseedores de récords

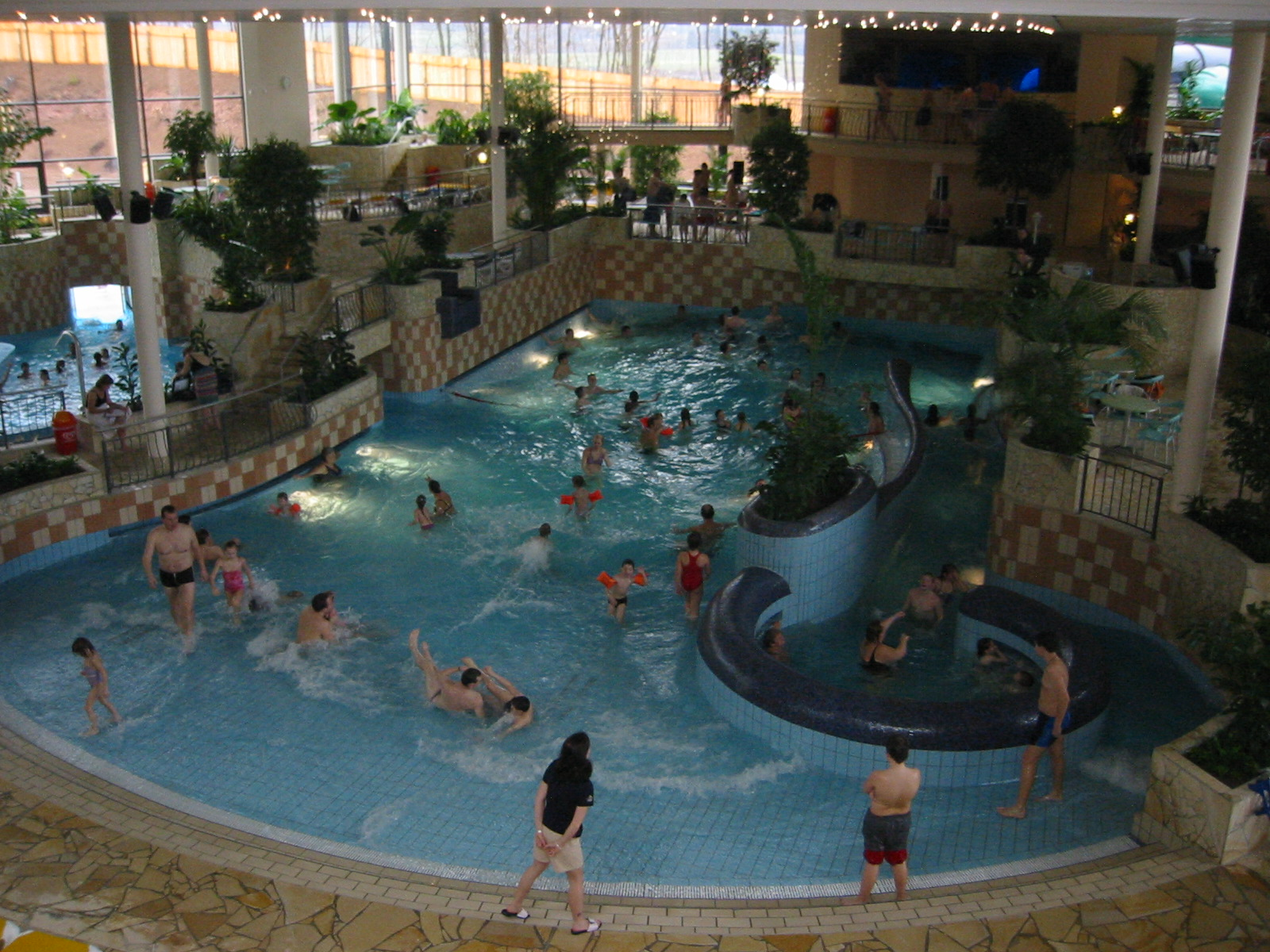
Una piscina de olas cubierta en Alemania.

La piscina de olas más grande del mundo por área tiene 13.600 metros cuadrados (146.000 pies cuadrados) y está ubicada en Siam Park City de Bangkok.
La piscina de olas cubierta más grande, "Blue Thunder", tiene 42.000 pies cuadrados (3.900 m 2 ) y está ubicada en World Waterpark en West Edmonton Mall, Edmonton, Canadá.
Las olas artificiales más grandes del mundo, que miden hasta 3,3 metros (11 pies) de altura, se pueden encontrar en Siam Park en las Islas Canarias.